# Європейська Рада з відновлювальної енергетики
Європейська рада з відновлюваної енергетики (ЄРВЕ) була заснована в 2000 році Європейською промисловістю відновлюваної енергетики, торговими та науково-дослідними асоціаціями. ЄРВЕ розташована в Будинку відновлюванії енергетики в Брюсселі, будівлі-пам'ятці, яка охороняється і забезпечує потреби в опаленні та охолодженні з використанням 100% відновлюваних джерел енергії. 
ЄРВЕ виступає в Брюсселі представником Європейської галузі відновлювальної енергетики та дослідницької спільноти і виступає форумом для обміну інформацією та обговорення питань, пов'язаних з відновлювальними джерелами енергії. ЄРВЕ надає інформацію та консультації з питань відновлюваної енергії політикам, що приймають рішення, на місцевому, регіональному, національному та міжнародному рівнях. 
У травні 2014 року Генеральна Асамблея ЄРВЕ ухвалила рішення про добровільний розпуск, що призвело до ліквідації асоціації. 

## Члени
ЄРВЕ складається із таких некомерційних асоціацій та федерацій: 
- AEBIOM ( Європейська асоціація біомаси )
- EGEC (Європейська рада з геотермальної енергетики [2])
- EPIA (Європейська асоціація фотоелектричної промисловості)
- EREF (Європейська федерація поновлюваних джерел енергії).
- ESHA (Європейська асоціація малої гідроенергетики) [3]
- ESTIF (Європейська федерація геліотермальної промисловості) [4]
- EUBIA (Європейська асоціація промисловості біомаси
- Агентство EUREC (Європейське агентство з досліджень з відновлюваної енергії)
- EWEA (Європейська асоціація вітроенергетики)

## Економіка відновлюваної енергетики
За сценарієм Енергетичної (Р)еволюції (Energy (R)evolution),  розробленим Грінпіс та ЄРВЕ, світ може припинити використання викопного палива до 2090 року.   
З іншого боку, згідно із звітом "RE-thinking 2050", Європа може стати економікою віднолювальної енергетики (використовувати лише відновлювальні джерела енергії) до 2050 року.

## Дивись також
- Європейська асоціація біомаси
- Європейська вітроенергетична асоціація
- Список організацій з відновлювальної енергетики
- Цілі сталого розвитку
- Цілі розвитку тисячоліття

## Зовнішні посилання
- RE-thinking 2050 [Архівовано 10 квітня 2011 у Wayback Machine.]
- Європейська рада з відновлюваної енергії
- Європейська асоціація палива з біоетанолу [Архівовано 7 травня 2022 у Wayback Machine.]
- Європейська асоціація енергетики океану [Архівовано 30 березня 2013 у Wayback Machine.]
- Європейська конференція та виставка вітроенергетики (EWEC)